# Золотистая мабуя
Золоти́стая мабу́я (лат. Heremites auratus) — вид ящериц из семейства сцинковых.

## Внешний вид

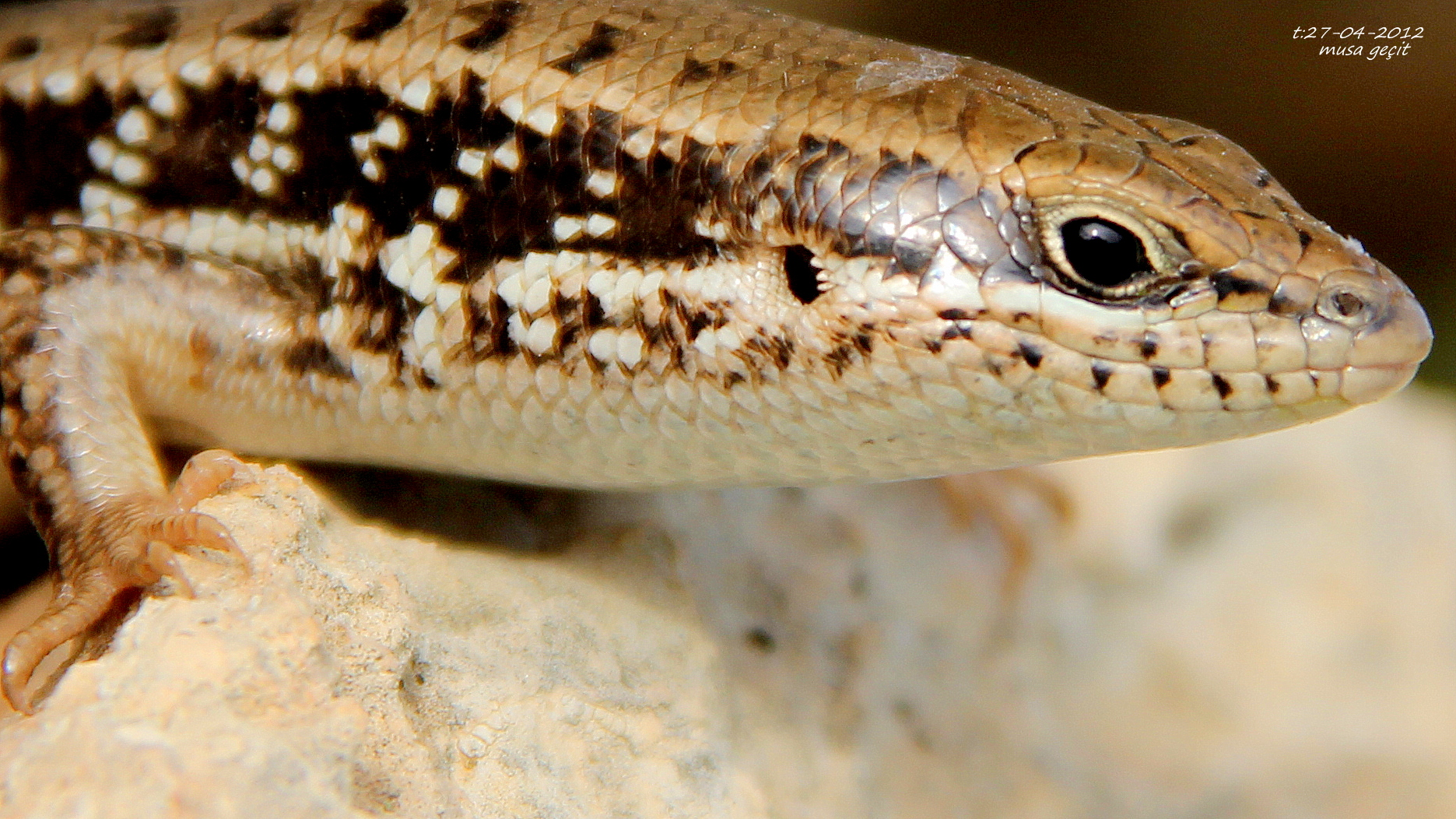

Средняя ящерица с длиной тела до 10,5 см и весом до 21 г. Конечности пятипалые, все пальцы с когтями. Хвост очень ломкий. Кожа тонкая и нежная. Верх коричневато-серый или бурый с бронзовым отливом. Низ серовато-белый или жёлтый. Хвост голубовато-серый.

## Образ жизни
Обитает в горах и на низменностях. Поселяется на голых скалах и каменистых склонах. Очень подвижна, превосходно бегает. Укрывается в щелях и трещинах. Зимует в норах грызунов или зарываясь в песок на глубину до 40 см. Уходит на зимовку в сентябре — октябре. Активна днем. Питается насекомыми. Яйцеживородяща. Половой зрелости достигают в конце второго года жизни.

## Распространение
Золотистая мабуя распространена на западе и юге Турции, Эгейских островах, островах Самос и Родос, Сирии, Ираке, Иране, на северо-востоке Саудовской аравии, в Бахрейне, на юге Азербайджана, Туркмении и Узбекистана, в прибрежных районах Эфиопии, Эритрее, возможно встречается в Пакистане и восточном Судане. Выделяют 2 подвида:
- Heremites auratus auratus
- Heremites auratus transcaucasicus